# سیارک ۴۶۱۲
سیارک ۴۶۱۲ (به انگلیسی: 4612 Greenstein، نامگذاری:1989JG) چهار هزار و ششصد و دوازدهمین سیارک کشف شده‌است که در ۲ مه ۱۹۸۹ کشف شد.
قدر مطلق سیارک برابر ۱۲٫۵۰ است.